# Heterischnus shikotanensis
Heterischnus shikotanensis är en stekelart som först beskrevs av Tohru Uchida 1936.  Heterischnus shikotanensis ingår i släktet Heterischnus och familjen brokparasitsteklar. Inga underarter finns listade i Catalogue of Life.